# Luge nos Jogos Olímpicos de Inverno de 2006 - Individual feminino
A competição individual feminina de luge nos Jogos Olímpicos de Inverno de 2006 foi disputado nos dias 13 e 14 de fevereiro.

## Medalhistas
| Ouro   | GER Sylke Otto      |
| Prata  | GER Silke Kraushaar |
| Bronze | GER Tatjana Hüfner  |

## Resultados
| Pos. | Atleta                           | 1ª corrida | 2ª corrida | 3ª corrida | 4ª corrida | Total    | Dif     |
|      | GER Sylke Otto                   | 47.041     | 46.820     | 46.902     | 47.216     | 3:07.979 | —       |
|      | GER Silke Kraushaar              | 47.269     | 46.860     | 46.991     | 46.995     | 3:08.115 | +0.136  |
|      | GER Tatjana Hüfner               | 47.109     | 47.269     | 47.101     | 46.981     | 3:08.460 | +0.481  |
| 4    | USA Courtney Zablocki            | 47.253     | 47.129     | 47.234     | 47.236     | 3:08.852 | +0.873  |
| 5    | AUT Veronika Halder              | 47.426     | 47.137     | 47.246     | 47.278     | 3:09.087 | +1.108  |
| 6    | UKR Liliya Ludan                 | 47.439     | 47.378     | 47.150     | 47.308     | 3:09.275 | +1.296  |
| 7    | LAT Anna Orlova                  | 47.654     | 47.317     | 47.280     | 47.232     | 3:09.483 | +1.504  |
| 8    | AUT Nina Reithmayer              | 47.485     | 47.532     | 47.333     | 47.223     | 3:09.573 | +1.594  |
| 9    | SUI Martina Kocher               | 47.548     | 47.410     | 47.276     | 47.357     | 3:09.591 | +1.612  |
| 10   | CAN Regan Lauscher               | 47.584     | 47.418     | 47.320     | 47.321     | 3:09.643 | +1.664  |
| 11   | ITA Sarah Podorieszach           | 47.858     | 47.647     | 47.519     | 47.850     | 3:10.874 | +2.895  |
| 12   | USA Erin Hamlin                  | 48.660     | 47.816     | 47.534     | 47.280     | 3:11.290 | +3.311  |
| 13   | JPN Madoka Harada                | 48.042     | 47.852     | 47.989     | 47.767     | 3:11.650 | +3.671  |
| 14   | RUS Alexandra Rodionova          | 48.165     | 47.935     | 48.186     | 47.881     | 3:12.167 | +4.188  |
| 15   | POL Ewelina Staszulonek          | 48.653     | 47.666     | 48.293     | 47.567     | 3:12.179 | +4.200  |
| 16   | RUS Julia Anashkina              | 47.952     | 48.190     | 48.059     | 48.208     | 3:12.409 | +4.430  |
| 17   | LAT Maija Tiruma                 | 49.623     | 47.987     | 47.889     | 47.545     | 3:13.044 | +5.065  |
| 18   | LAT Aiva Aparjode                | 48.934     | 47.957     | 47.721     | 48.453     | 3:13.065 | +5.086  |
| 19   | SVK Veronika Sabolova            | 49.680     | 48.226     | 48.095     | 48.060     | 3:14.061 | +6.082  |
| 20   | CAN Alex Gough                   | 48.286     | 49.902     | 47.922     | 48.045     | 3:14.155 | +6.176  |
| 21   | RUS Anastasija Skulkina          | 49.174     | 48.089     | 50.033     | 48.072     | 3:15.368 | +7.389  |
| 22   | SVK Jana Sisajova                | 48.860     | 50.267     | 48.479     | 49.387     | 3:16.993 | +9.014  |
| 23   | AUS Hannah Campbell-Pegg         | 49.577     | 49.350     | 49.574     | 49.038     | 3:17.539 | +9.56   |
| 24   | ARG Michelle Despain             | 50.062     | 54.061     | 50.120     | 52.898     | 3:27.141 | +19.162 |
| —    | AUT Sonja Manzenreiter           | 47.308     | 47.200     | DNF        | —          | —        | —       |
| —    | CAN Meaghan Simister             | 48.585     | 48.682     | DNF        | —          | —        | —       |
| —    | USA Samantha Retrosi             | 47.861     | DNF        | —          | —          | —        | —       |
| —    | UKR Natalia Yakushenko           | 54.189     | DNS        | —          | —          | —        | —       |
| —    | ITA Anastasia Oberstolz-Antonova | DNF        | —          | —          | —          | —        | —       |
| —    | CZE Marketa Jeriova              | DNF        | —          | —          | —          | —        | —       |

Legenda
| Recorde mundial      | Recorde mundial (World record)               |                       | Recorde africano                      | Recorde africano (African) |                                           | Q | Classificado por posição (Qualified) |
| Recorde olímpico     | Recorde olímpico (Olympic record)            | Recorde da América    | Recorde da América (Americas)         | q                          | Classificado por melhor tempo (Qualified) |   |                                      |
| Melhor marca do ano  | Melhor marca do ano (World leading)          | Recorde asiático      | Recorde asiático (Asian)              | DNS                        | Não largou (Did not start)                |   |                                      |
| Recorde nacional     | Recorde nacional (National record)           | Recorde europeu       | Recorde europeu (European)            | DNF                        | Não terminou (Did not finish)             |   |                                      |
| Recorde pessoal      | Recorde pessoal do atleta (Personal best)    | Recorde da Oceania    | Recorde da Oceania (Oceania)          | DSQ / DQ                   | Desclassificado (Disqualified)            |   |                                      |
| Recorde da temporada | Recorde da temporada do atleta (Season best) | Recorde sul-americano | Recorde sul-americano (South America) | NM                         | Sem marca (No mark)                       |   |                                      |